# Камышникова, Дарья Фёдоровна
Да́рья Фёдоровна Камы́шникова (26 февраля 1969, Москва) — русский куратор, художник, дизайнер, руководитель первого образовательного учреждения в России в области современного искусства Школы современного искусства «Свободные мастерские».

## Биография
Родилась 26 февраля 1969 года в Москве, дочь известного искусствоведа, профессора МГУ Веры Дмитриевны Дажиной. Училась в Краснопресненской детской художественной школе с 1977 по 1982 гг. В 1984 стала ученицей художника книги Фёдора Викторовича Лемкуля.

В 1992 году окончила художественно-графический факультет МПГУ.
1993—1996 гг. работала ассистентом директора в Галерее Марата Гельмана.
С 1995 по 1997 гг. — главный художник издательского дома «Компьютерра».
В 1992 году начала сотрудничество со Школой современного искусства «Свободные мастерские», возглавив её в 2005 году.
С 2005 года и по сей день — куратор, ведущий научный сотрудник-заведующий сектором по культурно-просветительской работе с детьми и молодёжью Московского музея современного искусства. Руководит выставочной программой музея для молодых художников «Дебют». Является постоянным куратором ежегодной выставки молодого искусства «Мастерская».
В 2008 и 2010 годах — куратор (совместно с Дарьей Пыркиной)  1-й и 2-й Московской международной биеннале молодого искусства «Стой! Кто идёт?». В 2008 году в составе кураторской группы 1-й Московской международной биеннале молодого искусства «Стой! Кто идёт?» была номинантом премии «Инновация».

## Основные проекты

### Проект «Мастерская»
Ежегодная выставка молодого искусства «Мастерская» — самая большая в России ежегодная выставка молодых художников, работающих в области новейшего искусства. Первая выставка проекта прошла в 2001 году, после того, как Школа вошла в состав ММСИ. К 2004 году в выставке стали участвовать выпускники МГХПА им. Строганова и МГАХИ им. Сурикова, а в дальнейшем и других художественных вузов. С 2008 года выставка проходит ещё и в составе Московской международной биеннале молодого искусства «Стой! Кто идёт?».

### Проект «Дебют»
Начат в ММСИ в 2005 году выставкой итальянской художницы Алессандры Раджионьери. Проект «Дебют» является единственным в России музейным выставочным проектом, ориентированным исключительно на работу с молодыми и начинающими художниками.
За время работы проекта в нём участвовали более 50 молодых художников, многим из них программа помогла сделать первые самостоятельные шаги, дала толчок к развитию карьеры в сфере современного искусства. Участниками проекта были такие художники как Марина Фоменко, Аня Жёлудь, Роман Сакин, Алексей Васильев, Тимофей Караффа-Корбут, Мария Ионова-Грибина, Алексей Дьяков, Таисия Короткова, Яков Каждан, Лада Шаповалова, Дарья Усова, Дарья Суровцева, Галина Юдашкина, Ольга Кройтор, Алексей Трегубов, Роман Мокров и многие другие. В выставках принимали участие художники из России, Италии, Мексики, Швеции и других стран.